# San Gavino Monreale
San Gavino Monreale település Olaszországban, Szardínia régióban, Medio Campidano megyében. Lakosainak száma 8056 fő (2023. január 1.). San Gavino Monreale Pabillonis, Sanluri, Villacidro, Gonnosfanadiga, Sardara és Guspini községekkel határos.

## Népesség
A település lakossága az elmúlt években az alábbi módon változott:
| Lakosok száma | 8666 | 8594 | 8056 |
|               | 2017 | 2018 | 2023 |